# Бінго Сміт
Роберт «Бінго» Сміт (англ. Robert "Bingo" Smith, нар. 26 лютого 1946, Мемфіс, Теннессі, США) — американський професіональний баскетболіст, що грав на позиціях атакувального захисника і легкого форварда за декілька команд НБА, зокрема за «Клівленд Кавальєрс», яка навіки закріпила за ним ігровий №7.

## Ігрова кар'єра
На університетському рівні грав за команду Талса (1966–1969). На четвертому курсі був визнаний найкращим баскетболістом року конференції.
1969 року був обраний у першому раунді драфту НБА під загальним 6-м номером командою «Сан-Дієго Рокетс». Професіональну кар'єру розпочав 1969 року виступами за тих же «Сан-Дієго Рокетс», захищав кольори команди із Сан-Дієго протягом одного сезону.
З 1970 по 1979 рік також грав у складі «Клівленд Кавальєрс». Сміт запам'ятався своїми кидками з далекої відстані — з теперішньої триочкової зони.
Останньою ж командою в кар'єрі гравця стала «Сан-Дієго Кліпперс», до складу якої він приєднався 1979 року і за яку відіграв один сезон.
Введений до баскетбольної зали славу Університету Талси. Також його ігровий номер 7 закріплений за ним в «Клівленді». Третій у списку баскетболістів «Клівленда» за кількістю зіграних матчів.